# ТЕС Людвігсгафен
ТЕС Людвігсгафен – теплова електростанція в Німеччині у федеральній землі Рейнланд-Пфальц, споруджена за технологією комбінованого парогазового циклу.
Розташована на північній околиці міста Людвігсгафен-на-Рейні, поряд із великим нафтохімічнимкомплексом компанії BASF, який забезпечує попит на теплову енергію. Введена в експлуатацію у 1997 році, станція має один блок, у складі якого встановили турбіни компанії Siemens: дві газові V94.2A та одну парову, які разом забезпечують електричну потужність на рівні 440 МВт.
ТЕС також може постачати до 650 тон пари на годину для індустріального комплексу компанії BASF, завдяки чому загальна паливна ефективність сягає 90%.
Для охолодження використовується вода із Рейну, на західному березі якого розташована станція.
Вартість контракту на спорудження станції становила 290 млн. доларів США.